# محمود بن رمضان
محمود بن رمضان (9 يونيو 1948) ولد بتونس أصيل ولاية قابس هو أستاذ جامعي تونسي و وزير النقل في حكومة الحبيب الصيد.

## النشأة والمسيرة
هو أستاذ جامعي متقاعد (اختصاص علوم اقتصادية) وحاصل على دكتوراه دولة في العلوم الاقتصادية سنة 1981 وعلى شهادة التبريز في نفس الاختصاص سنة 1987 و شغل محمود بن رمضان بين 1975 و1980 خطة مدير بإقليم تونس وعمل أستاذا جامعيا بين 1981 و2008 بكليتي العلوم الاقتصادية بكل من صفاقس وتونس.
و بن رمضان رئيس سابق لفرع منظمة العفو الدولية.وهو متزوج وله ثلاثة أبناء. .